# Плавица (станция)
Пла́вица — станция Юго-Восточной железной дороги. Расположена на линии Грязи — Борисоглебск в Добринском районе Липецкой области.
Железная дорога соединила Грязи с Борисоглебском в 1869 году. Станция, образовавшаяся на ней, получила название по селу, в котором находится Плавица (ныне посёлок при станции).

## Расписание движения

### Поезда дальнего следования
| Круглогодичное обращение поездов | Круглогодичное обращение поездов | Круглогодичное обращение поездов | Круглогодичное обращение поездов |             |                                     |          |                             |          |                 |             |                                     |
| № поезда                         | Маршрут движения                 | Прибытие                         | Стоянка (минут)                  | Отправление | Дни курсирования                    | № поезда | Маршрут движения            | Прибытие | Стоянка (минут) | Отправление | Дни курсирования                    |
| -------------------------------- | -------------------------------- | -------------------------------- | -------------------------------- | ----------- | ----------------------------------- | -------- | --------------------------- | -------- | --------------- | ----------- | ----------------------------------- |
| 89                               | Волгоград — Санкт-Петербург      | 13:25                            | 2                                | 13:27       | лето — ежедневно, зима — через день | 90       | Санкт-Петербург — Волгоград | 17:10    | 2               | 17:12       | лето — ежедневно, зима — через день |

| Сезонное обращение поездов | Сезонное обращение поездов | Сезонное обращение поездов | Сезонное обращение поездов |             |                  |          |                  |          |                 |             |                  |
| № поезда                   | Маршрут движения           | Прибытие                   | Стоянка (минут)            | Отправление | Дни курсирования | № поезда | Маршрут движения | Прибытие | Стоянка (минут) | Отправление | Дни курсирования |
| -------------------------- | -------------------------- | -------------------------- | -------------------------- | ----------- | ---------------- | -------- | ---------------- | -------- | --------------- | ----------- | ---------------- |
| 475                        | на ходу                    | -                          | -                          | -           | по четвергам     | 476      | Москва — Адлер   | 16:02    | 2               | 16:04       | по пятницам      |

### Пригородное движение
| Направление         | Прибытие | Отправление | Прибытие на конечный пункт | Дни следования |
| ------------------- | -------- | ----------- | -------------------------- | -------------- |
| Жердевка — Липецк   | 06:47    | 06:49       | 09:19                      | ежедневно      |
| Елец — Борисоглебск | 08:56    | 08:57       | 12:48                      | ежедневно      |
| Борисоглебск — Елец | 17:52    | 17:53       | 22:32                      | ежедневно      |
| Липецк — Жердевка   | 18:29    | 18:58       | 20:54                      | ежедневно      |